# Графпен, Григорий Борисович
Григорий Борисович Графпен (1891 — 1988) — советский разведчик и дипломат, резидент ИНО НКВД СССР в Англии, лейтенант государственной безопасности. В 1939 году осужден на 6 лет ИТЛ. Реабилитирован в 1956 году.

## Биография
Родился в Одессе в еврейской семье. В 1906 году окончил 6-классное городское училище. С июня по октябрь 1908 года член партии РСДРП(меньшевиков). В 1909 году окончил 3 курса Одесского технического училища. С 1910 года печатник в типографии братьев Кульберг в Одессе, затем уехал на работу в США, состоял в Социалистической партии Америки. В 1913 году был призван в Русскую императорскую армию, служил в 131-м Тираспольском пехотном полку. С ноября 1917 года командир роты связи Интернационального полка РККА. С мая 1918 по июль 1919 года командир батальона связи 57-й стрелковой дивизии. С ноября 1919 г. член РКП(б). С августа 1919 по апрель 1921 года военный комендант городов Ромны, Прилуки, Сумы и Конотоп, Киева и Чернигова. С апреля 1921 года по сентябрь 1922 года секретарь заместителя начальника управления снабжения РККА. С сентября 1922 г. на хозяйственной работе, заместитель начальника общего отдела бюджетного управления НК финансов СССР. С ноября 1924 года секретарь 1-го заместителя наркома РКИ СССР. С сентября 1926 года заместитель управляющего главным секретариатом Наркомата внешней и внутренней торговли СССР. С апреля 1927 года по сентябрь 1931 года управляющий делами и директор Импортного управления фирмы «Амторг» в Нью-Йорке, где стал негласным сотрудником советской разведки.
В сентябре 1931 года зачислен в аппарат ИНО ОГПУ СССР; с декабря 1935 года оперуполномоченный 7-го отделения ИНО ГУГБ НКВД. В 1936 году помощник начальника 5-го отделения ИНО (7-го отдела) ГУГБ НКВД СССР. С апреля 1938 года легальный резидент в Лондоне под прикрытием должности атташе полномочного представительства СССР в Англии. Среди его обязанностей было и руководство работой членов «Кембриджской пятерки» Доналда Маклейна и Джона Кернкросса.
В ноябре 1938 года отозван в Москву и 29 декабря 1938 арестован с санкции Л. П. Берии в рамках многочисленных арестов сотрудников резидентур ИНО НКВД СССР за рубежом начиная с лета 1938 г. 17 октября 1939 года за «связь с троцкистами» осуждён ОСО при НКВД СССР к 6 годам исправительно-трудовых лагерей. В декабре 1943 года освобожден из заключения и с декабря того же года заведующий техническим хозяйством сельхоза «Мисью» СевжелдорЛАГа. С августа 1944 года начальник пищекомбината СевжелдорЛАГа. С декабря 1946 года товаровед ОРСа 4-го отделения Печорской железной дороги. С апреля 1947 года диспетчер 10-й дистанции пути Печорской железной дороги. С сентября 1947 г. заместитель начальника торгово-закупочной базы и заместитель начальника торгового отдела дорожного управления рабочего снабжения (ДорУРС) Печорской железной дороги. С апреля 1951 года инспектор общественного питания ОРСа 7-го отделения Печорской железной дороги. 22 сентября 1956 года реабилитирован определением Военной коллегии Верховного суда СССР. В октябре 1956 года вышел на пенсию и переехал в Ленинград. Персональный пенсионер союзного значения с 01.11.1977 года.

### Звания
- рядовой (1913);
- младший унтер-офицер;
- лейтенант госбезопасности (14 декабря 1935).